# Metal Gear

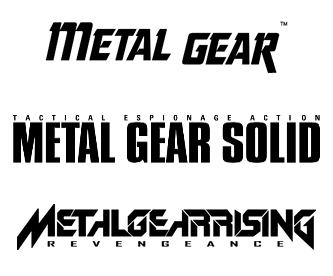
Logotip de la sèrie.

Metal Gear és una sèrie de videojocs creada per Hideo Kojima i desenvolupada per Konami. En aquests jocs el jugador controla un soldat d'elit (normalment Solid Snake) que ha de lluitar a cada entrega contra la darrera versió de "Metal Gear", un tanc bípede amb capacitat de llençar armes nuclears.
Els jocs que formen aquesta sèrie són:
- Metal Gear (1987), MSX, NES, PC, Commodore 64)
- Metal Gear 2: Solid Snake (1990, MSX)
- Metal Gear Solid[2] (1998, PlayStation)
- Metal Gear Solid: Integral (1999, PlayStation, PC) (edició ampliada de MGS)
- Metal Gear Solid: VR Missions (1999, PlayStation) (tercer disc de MGS: Integral, venut per separat fora del Japó)
- Metal Gear: Ghost Babel (2000, Game Boy Color) (joc alternatiu a la línia argumental de la saga)
- Metal Gear Solid 2: Sons of Liberty (2001, PlayStation 2)
- Metal Gear Solid 2: Substance (2002, PlayStation 2, Xbox, PC) (edició ampliada de MGS2)
- Metal Gear Solid: The Twin Snakes (2004, Game Boy Cube)
- Metal Gear Solid 3: Snake Eater (2004, PlayStation 2)
- Metal Gear Acid (2004, PSP) (joc de rol alternatiu a la línia argumental)
- Metal Gear Acid 2 (2005, PSP)
- Metal Gear Solid 3: Subsistence (2005, PlayStation 2) (edició ampliada de Metal Gear Solid 3: Snake Eater)
- Metal Gear Solid: Portable Ops (2006, PSP)
- Metal Gear Solid: Portable Ops Plus (2007)
- Metal Gear Solid 4 (2008)
- Metal Gear Solid Mobile (2008)
- Metal Gear Solid 4: Guns of the Patriots (2008)
- Metal Gear Online (2008)
- Metal Gear Solid Touch (2009)
- Metal Gear Solid: Peace Walker (2010)
- Metal Gear Solid: Social Ops (2012)
- Metal Gear Rising: Revengeance (2013)
- Metal Gear Solid V: Ground Zeroes (2014)
- Metal Gear Solid V: The Phantom Pain (2015)
- Metal Gear Survive (2018)